# Марандола (Фрозиноне)
Марандола је насеље у Италији у округу Фрозиноне, региону Лацио.
Према процени из 2011. у насељу је живело 97 становника. Насеље се налази на надморској висини од 61 м.